# (4623) Obraztsova
(4623) Obraztsova (1981 UT15) – planetoida z pasa głównego asteroid okrążająca Słońce w ciągu 4,8 lat w średniej odległości 2,85 j.a. Odkryta 24 października 1981 roku.